# Brassica barrelieri
Brassica barrelieri är en korsblommig växtart som först beskrevs av Carl von Linné, och fick sitt nu gällande namn av Victor von Janka. Brassica barrelieri ingår i släktet kålsläktet, och familjen korsblommiga växter. Inga underarter finns listade i Catalogue of Life.